# Bundoran
Bundoran (irl. Bun Dobhráin) – miasto w Irlandii w prowincji Ulster w hrabstwie Donegal. Bundoran jest położone na drodze N15 pobliżu Ballyshannon. Jeden z najpopularniejszych nadmorskich kurortów Irlandii.

## Miasta bliźniacze
- Altea, Hiszpania
- Bad Kötzting, Niemcy
- Bellagio, Włochy
- Chojna, Polska
- Granville, Francja
- Holstebro, Dania
- Houffalize, Belgia
- Judenburg, Austria
- Karkkila, Finlandia
- Kőszeg, Węgry
- Marsaskala, Malta
- Meerssen, Holandia
- Niederanven, Luksemburg
- Oxelösund, Szwecja
- Prienai, Litwa
- Preveza, Grecja
- Sesimbra, Portugalia
- Sherborne, Anglia
- Sigulda, Łotwa
- Sušice, Czechy
- Türi, Estonia
- Zvolen, Słowacja

źródło: